# 关本忠弘
关本忠弘，KBE（英語：Tadahiro Sekimoto, 1926年11月14日—2007年11月11日）是一位日本电气工程师，企业家。

## 生平
1926年出生于日本兵库县神户市，毕业于东京大学理学部物理学科。1948年进入日本电气，1962年获得东京大学工学博士学位。1965年8月进入位于美国华盛顿哥伦比亚特区的COMSAT研究学习。1972年晋升经理，1974年进入董事会。1977年晋升副总裁，1980年至1994年担任第九届日本电气社长。1998年担任日本经济团体联合会评议员会议长。
2007年11月11日因脑梗塞逝世，享年80岁。

## 荣誉
- 1982年获得紫綬褒章
- 1989年获得藍綬褒章
- 1995年获得法國榮譽軍團勳章
- 1996年获得贝尔奖
- 1996年获得大英帝國勳章爵级司令勋章
- 1997年获得勳一等瑞寶章
- 1999年获得中國人民對外友好協會人民友好使者称号、上海市荣誉市民称号
- 2004年获得IEEE荣誉奖章